# Sofortbildkamera

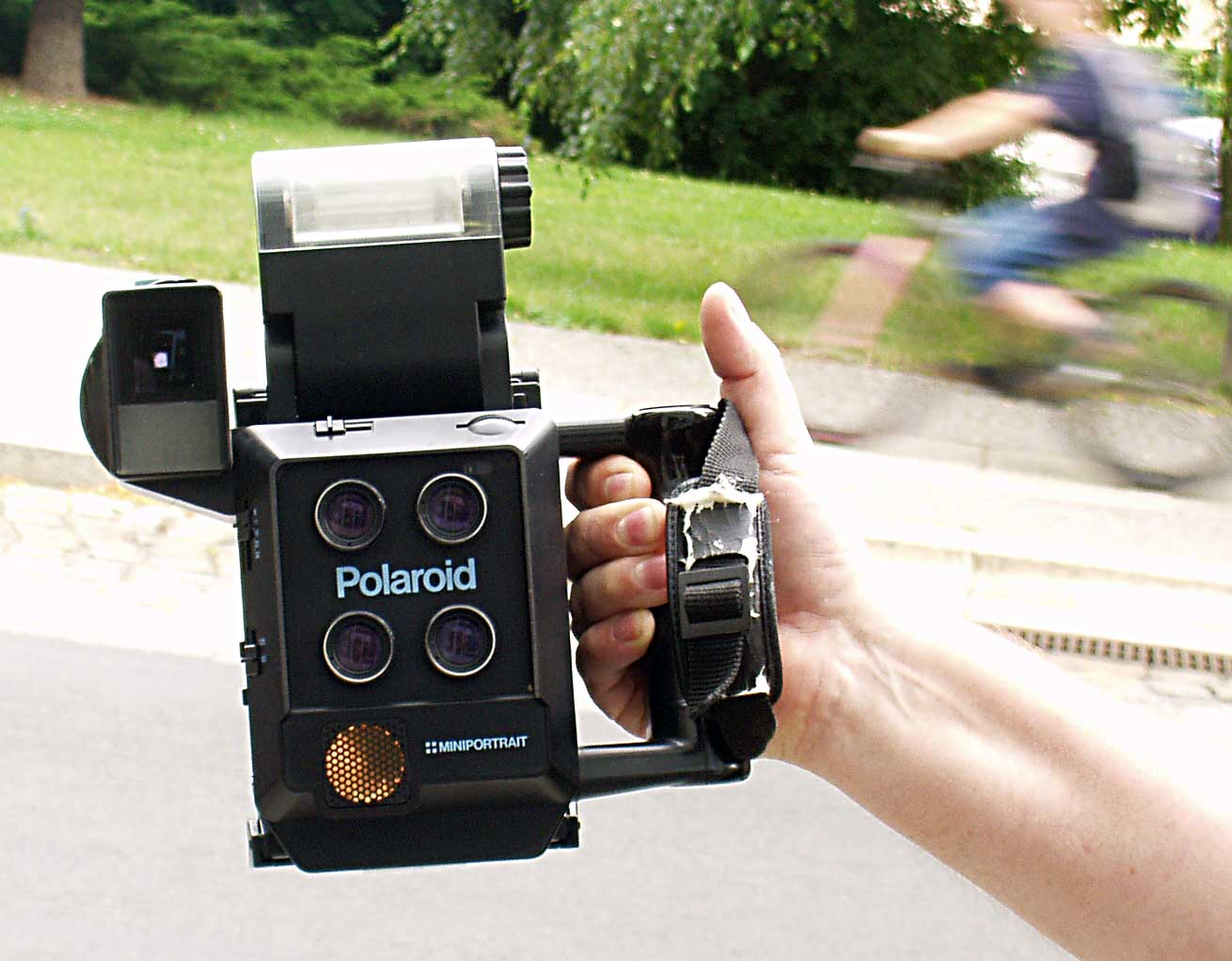
Vieräugige Sofortbildkamera zum Anfertigen von Passbildern

Eine Sofortbildkamera ist ein Fotoapparat, der unmittelbar nach dem Auslösen den Papierfilm entwickelt, fixiert und als fertiges Bild auswirft.

## Technik
Um die sofortige Entwicklung zu ermöglichen, lädt man eine Sofortbildkamera nicht mit einem einfachen Film, sondern mit einem Stapel Papierblättern (bei den ältesten Modellen mit einer Doppelrolle aus Negativ und Positivblättern), dessen lichtempfindliche Schicht der des Negativfilms entspricht. Im Fotomaterial sind die notwendigen Chemikalien in Form einer Paste zum Entwickeln des Bildes enthalten. Beim Herausziehen der Bildeinheit werden die Chemikalien zwischen Negativ und Positiv verteilt und transportieren bei Schwarzweißmaterial Silberteilchen, bei Colorfilmen Farbstoffe, die im Positiv eingelagert werden, welches nach der filmtypischen Einwirkzeit vom Negativ getrennt wird. Da in der Regel kein weiterverwendbares Negativ entsteht, ist eine Duplizierung der Aufnahme nur durch Reproduktion (Bild-vom-Bild-Verfahren) möglich.
Es können sowohl schwarzweiße als auch farbige Aufnahmen mit dem jeweils entsprechenden Fotomaterial erstellt werden. Für Schwarzweißaufnahmen kann auch ein spezieller Film verwendet werden, bei dem zusätzlich ein Negativ entsteht, so dass die Aufnahme leicht kopiert oder vergrößert werden kann. Seit 1972 gibt es auch das so genannte Integralfilm-Verfahren, bei dem in einer rundum geschlossenen Bildeinheit o. a. Abläufe stattfinden. Die Belichtung erfolgt in Integralfilm-Kameras über einen Spiegel durch das durchsichtige Positiv. Die Kamera transportiert die Bildeinheit motorisch, ein in den Chemikalien enthaltener Farbstoff schützt zunächst vor Licht und entfärbt sich mit der fortschreitenden Farbstoffbildung. Das fertige Bild zeigt keine Spur des Lichtschutzes mehr.

## Geschichte

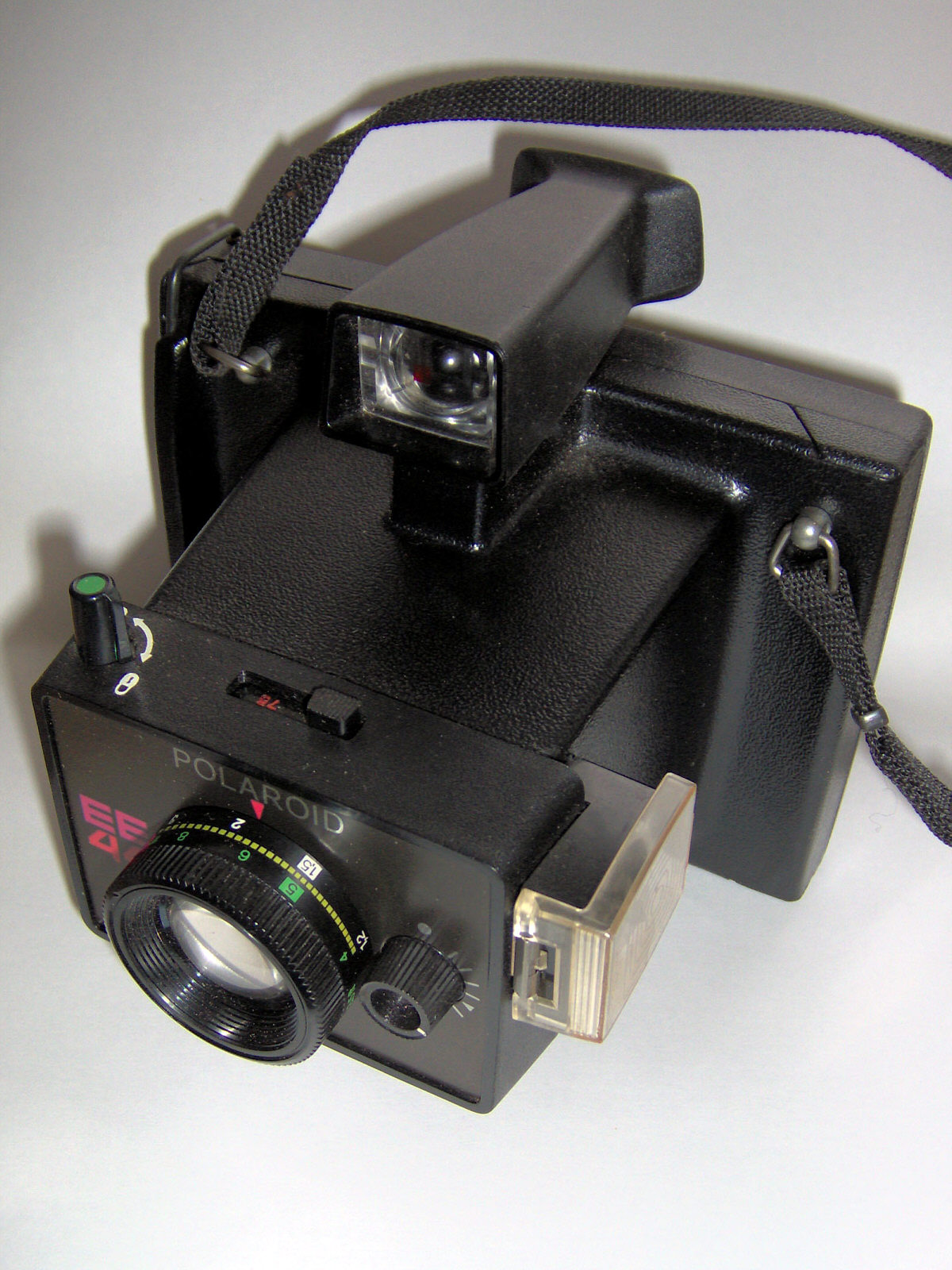
Sofortbildkamera

### Polaroid
Einen Vorläufer der Sofortbildfotografie entwickelte bereits 1860 Jules Andre Gabriel Bourdin für die Firma Dubroni in Paris; die erste Sofortbildkamera im heutigen Sinne wurde 1947 von Edwin Herbert Land entwickelt und von seinem Unternehmen Polaroid auf den Markt gebracht. Die frühen Polaroid Land-Cameras basierten auf dem Trennbild-Verfahren in Form von Schwarz-Weiß-Roll-Filmen unterschiedlicher Abmessungen. Die 1948 zusammen mit der Polaroid Modell 95 eingeführten und bis 1992 produzierten Filme der 40er-Serie hatten eine Abmessung von 3,25 × 4,25 Zoll – 83 × 108 mm. Der erste Film dieser Serie – Typ 40, hergestellt von 1948 bis 1950 – war noch Sepia-farben, erst der 1950 vorgestellte Typ 41 schwarz-weiß. Dieser, wie auch alle nachfolgenden vor den 1970er Jahren eingeführten Schwarz-Weiß-Trennbildfilme mussten allerdings möglichst bald nach der 15–30 Sekunden dauernden Entwicklung mit einer Klarlack-Schutzschicht überzogen werden, all diesen Filmen lag ein entsprechend getränktes Schwämmchen bei. Die letzte für die 40er-Serie entwickelte Kamera war das 1961 vorgestellte Modell J66, das bereits über eine eingebaute automatische Belichtungssteuerung verfügte, allerdings den hochempfindlichen Typ-47-Film mit 3000 ASA benötigte.
1954 wurde mit den Filmen der 30er-Serie ein kleineres Bild-Format (2,5 × 3,25 Zoll – 64 × 83 mm) eingeführt, das kleinere und leichtere Kameras ermöglichen sollte. Die zusammen mit dem Film Typ 31 eingeführte Polaroid Modell 80 wog auch nur etwas mehr als die Hälfte der bisherigen Polaroid Sofortbildkameras. Mit dem Modell J33 wurde 1961 die letzte für die 30er-Serie entwickelte Kamera eingeführt, wie das große Schwestermodell J66 verfügte auch sie über eine automatische Belichtungssteuerung und benötigte einen hochempfindlichen Film mit 3000 ASA – Typ 37. 1963 endete die Fertigung von Polaroid-Kameras für die Rollfilme der 40er- und 30er-Serien. 1965 kam allerdings mit dem Modell "J20 Swinger" nochmals eine Rollfilm-Sofortbildkamera auf den Markt, die mit ihrem vergleichsweise niedrigen Preis vom USD 19,95 zu einer der meistverkauften Kameras ihrer Zeit wurde. Im Gegensatz zu den anderen Rollfilm-Sofortbildkameras bestand das Gehäuse komplett aus Kunststoff und war nicht faltbar. Der zusammen mit der Kamera eingeführte Film der 20er-Serie hatte das gleiche Bildformat wie die 30er-Serie.
1963 stellte Polaroid mit den Packfilmen der 100er-Serie zum ersten Mal auch einen Sofortbild-Farbfilm vor. Die Filmkassetten hatten zunächst 8, später dann 10 Bilder des Formats 2,875 × 3,75 Zoll – 72 × 95 mm. Die zusammen mit den Filmen eingeführten Sofortbildkameras der 100-Serie waren ausnahmslos alle faltbar und unterschieden sich in Ausstattung und Material, so hatten die hochwertigen Modelle beispielsweise bessere Objektive, verfügten über Fokussierungshilfen und hatten einklappbare Sucher aus Metall. Dies traf auch für die nachfolgenden 200er-, 300er- und 400er-Serien zu, Letztere wurden bis 1977 hergestellt. Zwischen 1968 und 1978 wurden dann beginnend mit dem Modell "Big Swinger" auch zahlreiche nicht faltbare Polaroid Pack Cameras auf den Markt gebracht. 1971 folgte mit den Packfilmen der 80er-Serie mit Abmessungen von 2,75 × 2,875 Zoll – 69 × 72 mm ein Film mit von nahezu quadratischem Format. Die mit diesen Filmen kompatiblen Kameras waren allesamt nicht faltbar, die Gehäuse bestanden komplett aus Kunststoff.
Trennbild-Filme waren in Bezug auf die Entwicklungszeit überaus empfindlich. Dabei war auch die Umgebungstemperatur für die Entwicklungsdauer entscheidend. Daher verfügten viele Polaroid-Sofortbildkameras dieser Zeit über analoge Countdown-Stoppuhren und Tabellen mit Entwicklungszeiten, diese waren auf herausziehbare Aluminiumplatten aufgedruckt, zwischen die das belichtete und aus der Kamera herausgezogene Bild platziert werden konnte, um es bei Temperaturen unter 15 °C in einer Innentasche entwickeln zu können. Hatten sich bei Schwarz-Weiß-Filmen bei längerer Entwicklung lediglich die Kontraste leicht erhöht, so kam es bei Trennbild-Farbfilmen bei nicht optimaler Entwicklungszeit zu Farbstichen, rot-gelblich bei zu kurzer und bläulich-grün bei zu langer Entwicklungszeit. Die Entwicklungszeit stieg außerdem auch von rund 15 auf 60 Sekunden, allerdings mussten Farb-Trennbildfilme nicht mehr mit einer schützenden Klarlackschicht behandelt werden, wie dies noch bei den Schwarz-Weiß-Filmen nötig gewesen war um sie dauerhaft haltbar zu machen.
1972 brachte Polaroid mit dem SX-70 den ersten Integralfilm sowie unter gleicher Bezeichnung hochwertige und -preisige faltbare Spiegelreflex-Sofortbildkameras auf den Markt. Ab 1977 gab es für diesen Filmtyp auch preiswerte nicht faltbare Sucherkameras mit Kunststoffgehäuse. 1982 kam dann mit dem Typ 600-Film ein von den Abmessungen 3,125 × 3,125 Zoll – 79 × 79 mm mit dem SX-70 identischer, jedoch mit 600 statt 150 ASA deutlich empfindlicherer Film, der zu den für SX-70-Filme konzipierten Kameras nicht kompatibel war. Als Gegenstück zur SX-70-Spiegelreflex-Sofortbildkamera brachte Polaroid das ebenfalls faltbare Modell SLR-680, darunter rangierten die nicht faltbaren Sucherkameras. Mit Ausnahme eines nur kurze Zeit bis 1984 angebotenen Basismodells verfügten alle Kameras der 600er-Serie über einen eingebauten elektronischen Blitz und bis auf die Einsteigermodelle auch alle über Autofokus.
1987 kam mit dem in den USA Spectra, in Europa Image genannten Film der erste nicht quadratische Integralfilm (Bildgröße 3,625 × 2,875 Zoll – 92 × 73 mm) von Polaroid mit entsprechenden Kameras auf den Markt. Die Kameras verfügten alle über Autofocus und elektronischen Blitz, waren klappbar und preislich zwischen den einfachen Sofortbild-Kameras der weiterproduzierten 600er-Serie und der SLR-680 Spiegelreflexkamera positioniert. Es handelt sich jedoch ausnahmslos um Sucherkameras. 1993 brachte Polaroid dann mit dem Captiva/500 genannten Film einen weiteren nicht quadratischen Film der Abmessungen 2,875 × 2,125 Zoll – 7,3 × 5,4 Zentimeter und entsprechende Kameras auf den Markt. Die bis 1997 hergestellte Captiva-Kamera war klappbar, die preiswertere bis 2003 hergestellte Joy-Cam nicht. Von 1999 bis 2001 wurde auch eine Pop-Shots genannte Einweg-Sofortbildkamera für diesen Filmtyp verkauft. Der Captiva/500er-Film wurde bereits 2006 zeitgleich mit dem erheblich älteren SX-70-Film vom Markt genommen.
Als Ersatz für die klassische Sofortbildkamera brachte Polaroid eine Digitalkamera mit Minidrucker auf den Markt. Die Stammkundschaft akzeptierte diese digitale Lösung jedoch nicht. Einige Fotokünstler setzen bewusst die Falschfarben von Polaroidkameras zur Gestaltung ein und fanden im digitalen Nachfolger keinen adäquaten Ersatz. Seit 2010 wird wieder eine analoge Sofortbildkamera hergestellt, die den Namen „Polaroid 300“ trägt.

### Kodak Instant

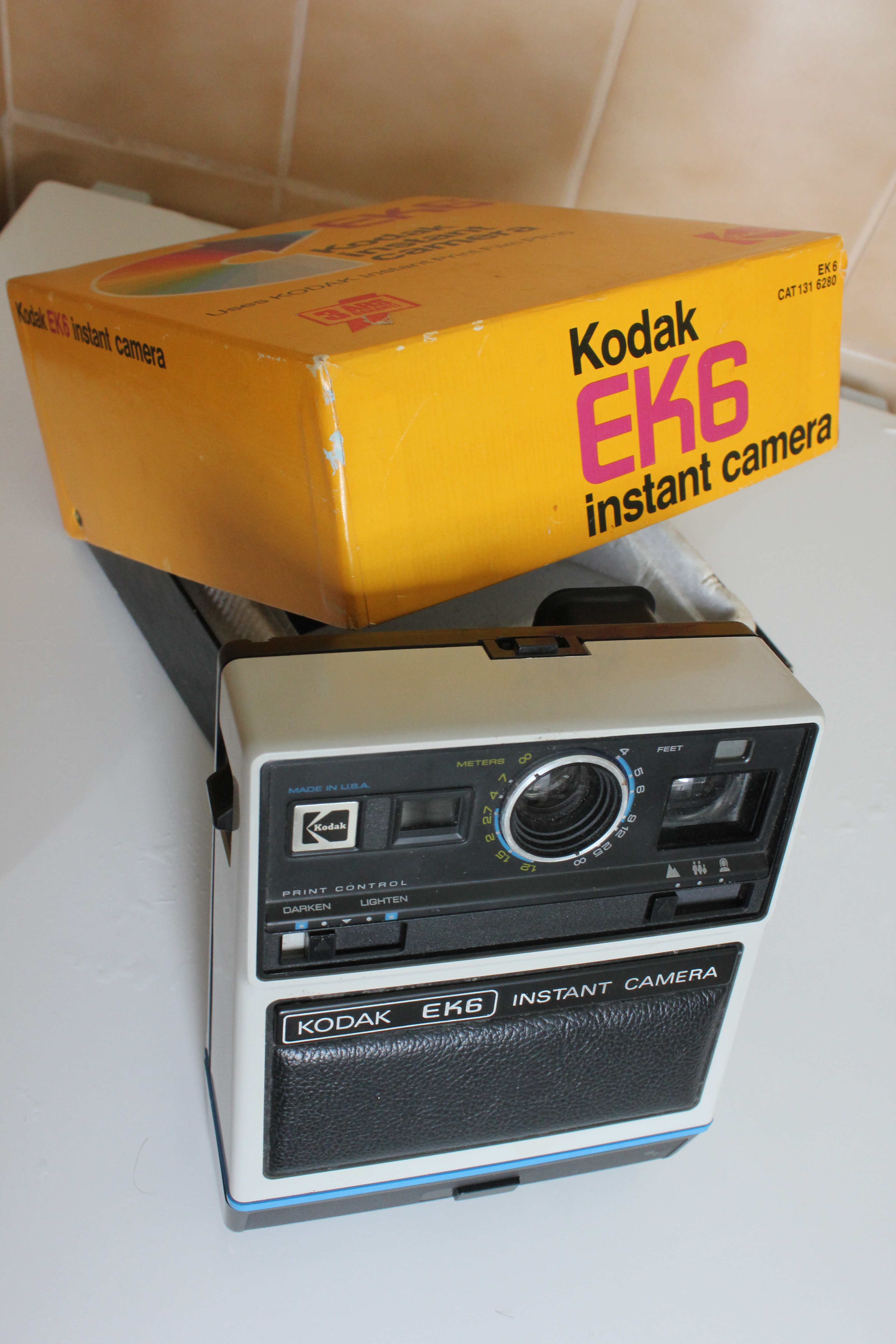
Kodak EK6 Instant Camera

Kodak stellte auf der Photokina 1976 ebenfalls Sofortbild-Kameras vor, zunächst die EK-Serie, bestehend aus der EK2, einem sehr einfach konstruierten Modell mit Fixfocus und manuellem Filmauswurf mittels Kurbel, EK4 sowie EK6 mit Fokussierungsmöglichkeit und elektrischem Filmtransport und EK8, einer hochwertigen faltbaren Kamera mit Gummibalg. Nach einer 1978 erfolgten Modellpflege wurde die EK2 in EK20 umbenannt, die EK4 in EK100 und EK6 in EK200, an Stelle der EK8 wurde eine EK200 mit elektronischem Blitz unter der Bezeichnung EK300 als Spitzenmodell eingeführt. Im Jahr darauf wurden die Modelle EK100 und EK200 durch die moderner gestaltete EK160 abgelöst (wenn auch noch eine Zeit lang parallel angeboten), diese gab es nun optional ähnlich der EK300 mit eingebautem Blitz mit der Bezeichnungserweiterung EF (für Electronic Flash). 1980 wurde auch die inzwischen durch ihr beige-braunes Kunstleder-Design altbacken wirkende EK300 durch die EK260-EF abgelöst.
1982 wurde die EK-Serie schließlich durch die Kodamatic-Serie ersetzt. Bei diesen Kameras handelte es sich ausnahmslos um Falt-Kameras mit Gummibalg, zudem boten alle elektrischen Filmtransport. Das „kleinste“ Modell Kodamatic 930 verfügte lediglich über Fixfocus und hatte auch keinen eingebauten Blitz, über den das nächsthöhere, sonst aber baugleiche Modell Kodamatic 950 schon verfügte. Diese beiden Modelle wurden in der Bundesrepublik gefertigt, die höherwertigen Serien Kodamatic 970L und 980L hingegen in den USA. Beide verfügten über einen elektronischen Blitz, die Kodamatic 970L über einen Fixfocus mit Makro-Option, die 980L über einen Autofocus.
Alle Kodak Sofortbildkameras der EK-Serie nutzten den zunächst als PR-10, später als PR-144-10 bezeichneten Film mit einer Empfindlichkeit von 150 ASA, die Kodamatic-Serie den neu entwickelten HS-144-10 mit 300 ASA. Da die Kassetten die gleichen Abmessungen besaßen, konnte man die Filme jedoch auch in der jeweils anderen Serie nutzen, allerdings nach einer entsprechenden Anpassung der Helligkeitseinstellung. Beide Filme funktionierten ähnlich den Integralfilmen von Polaroid, auch sie hatten eine Tasche mit Entwicklerflüssigkeit, die beim Auswerfen zwischen Positiv und Negativ gedrückt wurde. Allerdings gab es auch deutliche Unterschiede. Zum einen war das Format der Kodak-Filme länglich (ähnlich dem späteren Image-Film von Polaroid), zum anderen war die Oberfläche nicht glänzend, sondern seidenmatt. Dies wurde durch die Tatsache ermöglicht, dass die Negative anders als bei den Polaroid Integralfilmen nicht von vorne, also durch das Positiv hindurch belichtet wurden, sondern direkt von hinten. Ein weiterer Vorteil der Kodak Instantfilme war ihre bessere Haltbarkeit. Setzt man Polaroid Integralfilme mechanischem Stress aus, so können sich leicht die Farbschichten des Positivs voneinander lösen, das Bild wirkt dann wie ein zerbrochener Spiegel. Ähnliche Probleme gab es bei den Kodak Instantfilmen nicht. Zudem ermöglichte es die von Kodak genutzte Technik beim HS-144-10-Film, das Negativ zu einem beliebigen Zeitpunkt, nachdem die Entwicklung komplett abgeschlossen war, vom Positiv zu trennen. Man hatte somit ein Foto, das nicht dicker war als herkömmliche Negativ-Abzüge.
Die Kodamatic-Serie verkaufte sich bis Mitte der 1980er Jahre gut, dann allerdings zeichnete sich ab, dass Kodak im Rechtsstreit um die von Polaroid eingeklagten Patentverletzungen unterliegen würde, was im Verlauf des Jahres 1985 dann auch eintrat und dazu führte, dass Kodak Herstellung und Vertrieb von Sofortbildkameras und -filmen einstellen und erhebliche Schadensersatzzahlungen leisten musste. Kodak kaufte dann ab dem 9. Januar 1986 über den Handel seine Sofortbildkameras zurück, entweder gegen Erstattung des Kaufpreises oder über die Möglichkeit eine Kodak Sofortbildkamera gegen eine Kodak Disc Kamera oder ein gleichwertiges Produkt der Marke Polaroid zu tauschen.

### Weitere Hersteller

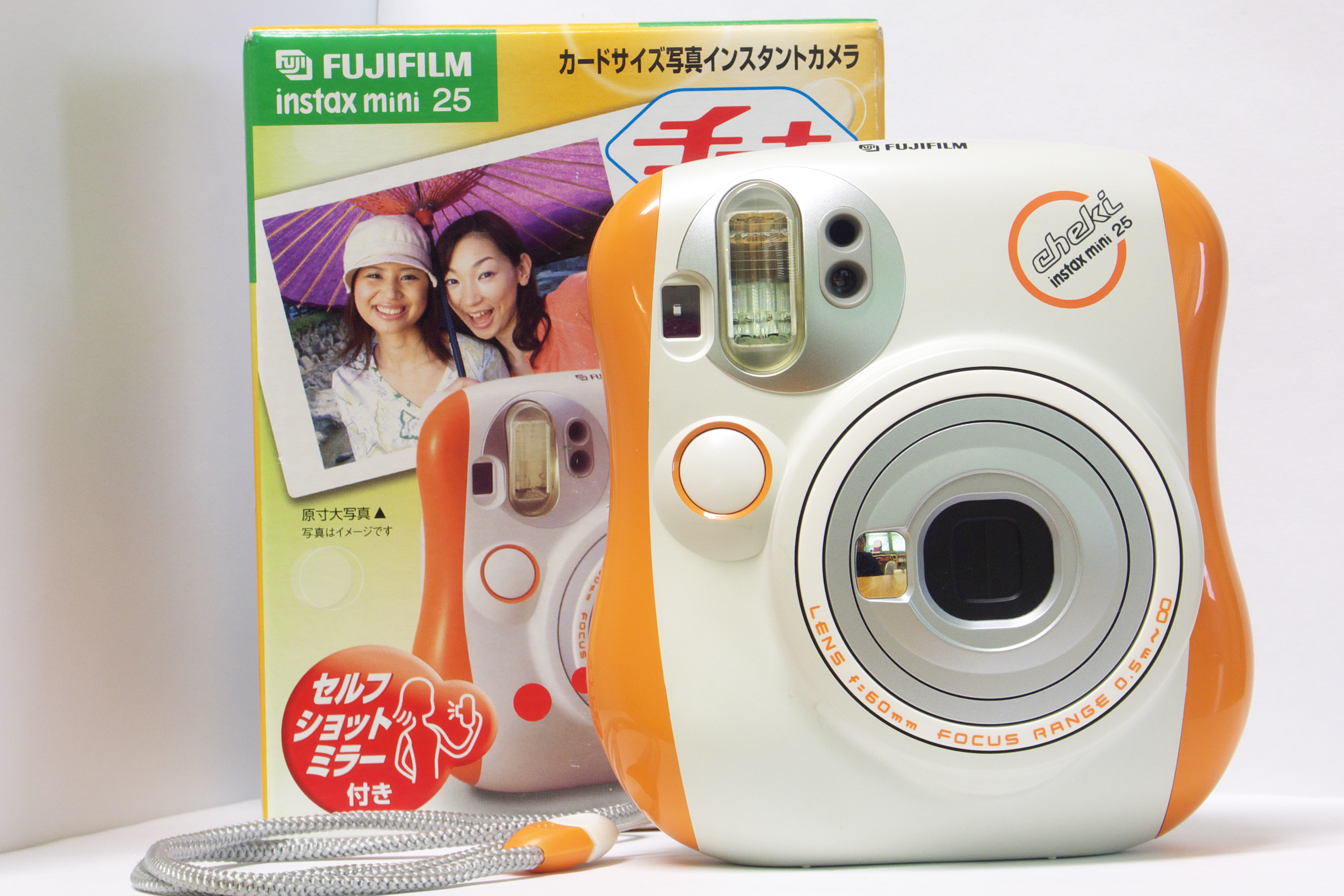
Aktuelles Modell von Fuji: Instax Mini 25

In den frühen 1970er Jahren hatte Polaroid unter anderem dem Unternehmen Keystone Patente zur Herstellung von Sofortbildkameras erteilt, die kompatibel zu den 107/108er respektive späteren 667/668/669er Trennbildfilmen von Polaroid waren. Anders als Kodak waren diese Hersteller jedoch keine Konkurrenz für Polaroid, nicht nur wegen der geringen Stückzahlen, die sie absetzten, sondern vor allem weil Polaroid damals noch alleiniger Hersteller der Filme war, die durch ihre im Vergleich zu Negativfilmen hohen Preise (18 bis 27 DM für eine 8er respektive 10er-Kassette) einen überproportionalen Anteil am Umsatz und Gewinn erbrachten.
Seit Februar 2008 stellte dagegen das Unternehmen Polaroid zunächst keine Sofortbildkameras mehr her. Anfang Mai 2010 wurde mit der Polaroid 300 wieder eine neue analoge Sofortbildkamera eingeführt. Am 17. Juni 2008 wurde die Produktion des letzten Polaroid-Films T600 im niederländischen Werk Enschede eingestellt. Das Unternehmen Impossible hat dieses Werk vor dem Abriss gerettet und produziert dort gemeinsam mit Ilford neue Filme für alte Polaroidkameras.
In der jüngeren Vergangenheit – nachdem die Patente ausgelaufen waren – produzierte auch Fuji noch bis 2016 mit Polaroid-Kameras kompatible Trennbildfilme, sowie weiterhin Integralfilme nach der von Kodak weiterentwickelten Technologie sowie Sofortbildkameras und verwendet die Technik in digitalen Proof-Geräten.
Inzwischen sind von Fuji zudem neue Sofortbildkameras und Fotodrucker mit eigenen Filmmaterialien auf dem Markt (Markenname Instax).
Für die alten Polaroid Trennbildkameras der Serien 100 bis 400 wurden unter dem Label New55 ebenfalls Packfilme hergestellt. Das Unternehmen hat zum 31. Dezember 2017 die Geschäftstätigkeit eingestellt.
Mittlerweile werden wieder neue Polaroid-Kameramodelle hergestellt sowie wiederaufbereitete alte Kameras von Polaroid zum Verkauf angeboten.

## Anwendungsgebiete
Folgende Benutzergruppen bevorzugten das Verfahren der Sofortbildkameras:
- Anwender, die schnell ein Bild benötigten (z. B. Gutachter oder bei Film- und Fernsehproduktionen, vor allem für Continuity aber auch Kostüm und Maske)[7]
- „Wenig-Fotografierer“, die ihre Bilder schneller benötigten, als sie einen konventionellen Film „verbraucht“ hätten
- Pressefotografen, die erste Aufnahmen den Redaktionen vorlegen konnten, während die konventionellen Filme noch entwickelt wurden
- Berufsfotografen, die Polaroids zur Beurteilung von Szenenausleuchtungen verwendeten (meist in Kombination mit Mittel- und Großformatkameras, an die zuerst ein Polaroid-Rückteil angesetzt wurde, das nach erfolgter Belichtungsoptimierung für das eigentliche Bild gegen ein normales Wechselmagazin getauscht wurde)
- Vor-Ort-Fotografen z. B. in Vergnügungsparks, die ihre Bilder sofort an Käufer übergeben wollten
- Anwender ohne Zugriff auf ein Fotolabor, wie Mitarbeiter der Entwicklungshilfe
- Zur medizinischen oder juristischen Dokumentation (Arztpraxen, Unfallstellen, Tatorte)
- Passbildkabinen
- Fotokünstler
- Polaroid selbst pries die eigenen Produkte auch als Party- oder Kinderkameras an.

Mit dem Einzug der Digitalfotografie und vor allem durch die Fotografie mit Smartphones wurden diese Anwendungsgebiete der Sofortbildkameras zum großen Teil übernommen.

## Nachteile
Insgesamt sind Sofort-Bilder zwei- bis sechsmal teurer als herkömmliche Bilder. Das kombinierte Film-/Bildmaterial ist deutlich aufwändiger und da es keine Negative gibt, kann der einzelne Abzug auch nicht verbessert werden.
Weitere Nachteile:
- unhandliche Kamera
- ökologischer Aspekt (aufwendiges Herstellungsverfahren, Plastikabfall, Batterien)
- eingeschränkte Haltbarkeit der Abzüge
- stets nur ein Abzug eines Fotos verfügbar
- ungünstig für Verwendung in Fotoalben (Fotodicke)
- Beschränkung auf nur ein Format.